# Сперанский, Георгий Несторович
Гео́ргий Не́сторович Спера́нский (7 [19] февраля 1873, Москва — 14 января 1969, там же) — русский и советский педиатр, активный участник создания системы охраны материнства и детства, общественный деятель; младший брат филолога Михаила Сперанского. Член-корреспондент Академии наук СССР (1943), действительный член Академии медицинских наук СССР (1944). Герой Социалистического Труда (1957).

## Биография
Родился в семье военного врача Нестора Михайловича Сперанского.
В 1898 окончил медицинский факультет Московского университета. Ученик Н. Ф. Филатова.
В 1901 окончил ординатуру, после чего работал сверхштатным ассистентом (бесплатно) и школьным врачом в Александро-Марьинском институте благородных девиц.
В 1904 знакомился с работой лучших клиник Берлина, Вены, Будапешта.
В 1907 стал первым штатным сотрудником родильного дома в Москве, руководимого А. Н. Рахмановым.
Открыл первую в Москве детскую консультацию (на Лесной улице).
2 ноября 1910 открыл стационар на 12 коек — первое в России учреждение больничного типа для детей грудного возраста (на Малой Дмитровке, в Абрикосовском родильном доме Москвы).
В 1912 основал в Москве первый Дом грудного ребёнка с лечебницей, лабораторией, консультацией, молочной кухней, яслями.
В 1922 основал «Журнал по изучению раннего детского возраста» (ныне — журнал «Педиатрия») и возглавлял его редколлегию в течение всей жизни.

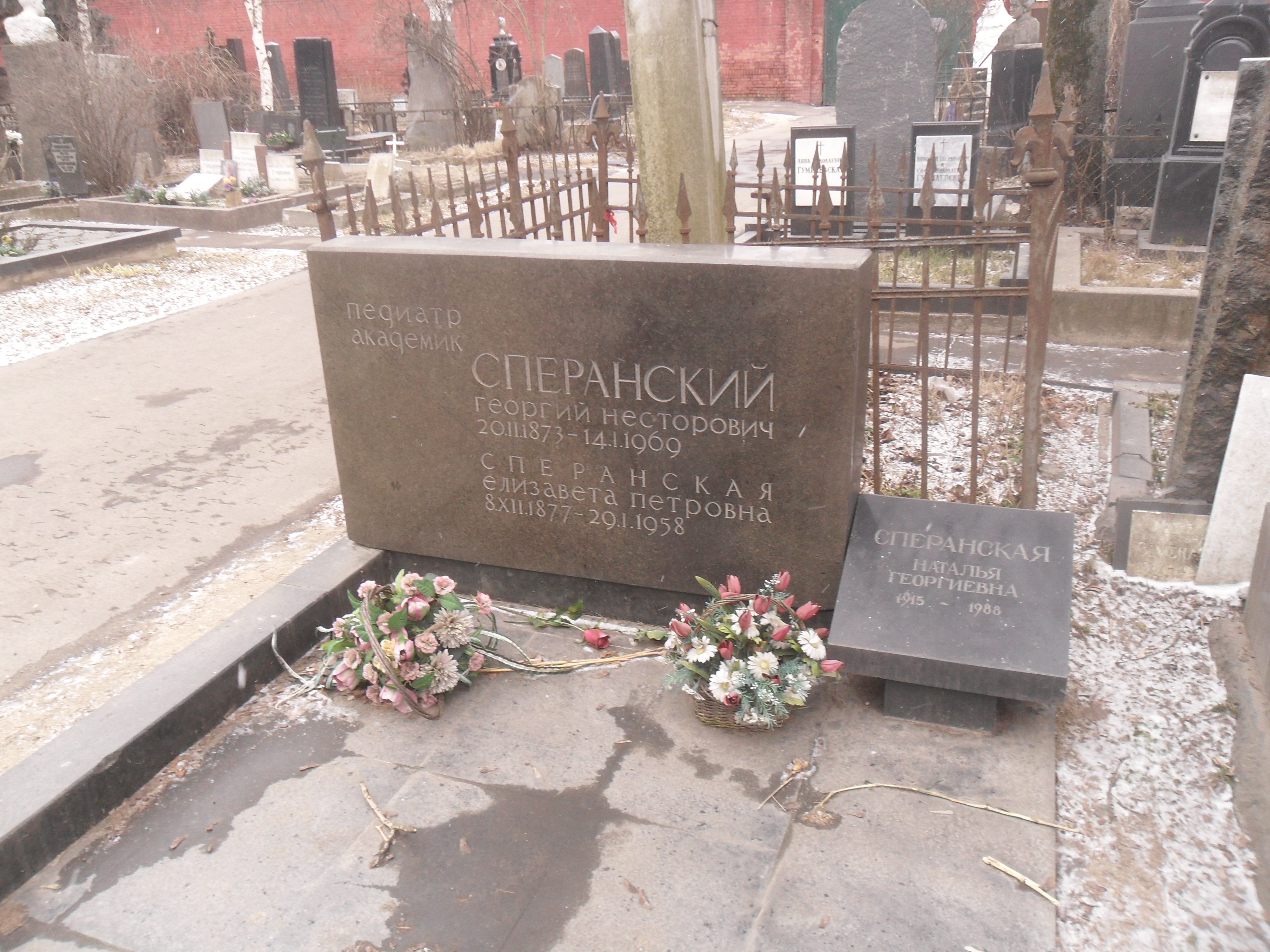
Могила Сперанского на Новодевичьем кладбище Москвы

В 1922 по инициативе В. П. Лебедевой и Г. Н. Сперанского создан Государственный научный институт охраны материнства и младенчества, директором которого Г. Н. Сперанский был назначен в 1923 году.
В 1932—1962 — заведующий кафедрой болезней детей раннего возраста (позднее — кафедра педиатрии) Центрального института усовершенствования врачей.
В 1938—1962 — председатель Всесоюзного общества детских врачей.
В 1945—1950 — председатель правления Московского общества детских врачей.
В 1950 принимал участие во 2-й Всесоюзной конференции сторонников мира.
В 1952 избран членом Патронажного комитета Международной конференции в защиту детей.
Знал французский, немецкий, английский и чешский языки.
Скончался в Москве на 96-м году жизни, похоронен на Новодевичьем кладбище.

## Научная деятельность
Сперанский является автором более 200 научных работ.
Основные труды — по проблемам до- и послеродовой профилактики, физиологии и патологии раннего детского возраста, по вскармливанию, вопросам ухода, закаливания и воспитания ребёнка.
Доклад Г. Н. Сперанского «Опыт устройства и ведения специальной лечебницы для детей грудного возраста», сделанный на I Всероссийском съезде детских врачей в Петербурге (1912), вызвал большой интерес среди участников съезда.

### Избранные труды
- Сперанский Г. Н. Физиология ребёнка и его болезни. — М.: М. Викулов и К˚, 1909. — 239 с.
- Сперанский Г. Н., Лунц Р. О. Физиология и диэтетика грудного ребёнка. – 2-е изд., доп. — М., 1928.
- Сперанский Г. Н. Уход за ребёнком раннего возраста. – 4-е изд., испр. и доп. — М.: Госмедиздат, 1929. — 137 с.
- Сперанский Г. Н. Классификация расстройств питания детей раннего возраста. – 3-е изд. — М.: Охрана материнства и младенчества, 1928. — 16 с.
- Сперанский Г. Н. Классификация пневмоний в детском возрасте // Педиатрия. — 1939. — № 12. — С. 3—6.
- Сперанский Г. Н. Гипотрофия в раннем возрасте: (Клинич. очерк). – 2-е изд. — М.: Медгиз, 1943. — 46 с.
- Сперанский Г. Н. Азбука матери: Вскармливание грудного ребёнка и уход за ним. – 15-е изд. — Киев: Госмедиздат УССР, 1948. — 24 с.
- Сперанский Г. Н., Звягинцева С. Г., Полтева Ю. К. Питание здорового и больного ребёнка: Краткое пособие для врачей. — М.: ЦИУ, 1958. — 72 с.
- Архангельский Б. А., Сперанский Г. Н. Мать и дитя: Школа молодой матери. — М.: Медгиз, 1959. — 156 с.
- Сперанский Г. Н. Кое-что о старом Узком. З0.08.1960 // Коробко М. Ю. Усадьба Узкое: историко-культурный комплекс XVII—XX веков. — М.: Биоинформсервис, 1996.
- Сперанский Г. Н., Заблудовская Е. Д. Закаливание ребёнка раннего и дошкольного возраста. — М.: Медицина, 1964. — 203 с.

## Семья
В 1898 женился на Елизавете Петровне Филатовой — племяннице Н. Ф. Филатова.

## Награды и признание
- Герой Социалистического Труда (01.06.1957)
- 4 ордена Ленина (07.12.1942; 17.11.1947; 05.09.1951; 01.06.1957)
- 2 ордена Трудового Красного Знамени (10.06.1945; 20.02.1963)
- медали
- Ленинская премия (1970, посмертно) — за цикл работ по физиологии и патологии детей раннего возраста, содействующих резкому снижению заболеваемости и смертности среди них
- Заслуженный деятель науки РСФСР (1934)
- Почётный член Чехословацкого медицинского общества им. Я. Пуркине[чеш.] (1959).
- Почётный член научных обществ педиатров НРБ и ПНР.

## Память
В 1973 журналу «Педиатрия» присвоено имя Г. Н. Сперанского.
Имя Г. Н. Сперанского носят:
- Детская городская клиническая больница № 9 (Москва).
- Многопрофильный медицинский центр (Красноярск)[9].
- Кафедра педиатрии с курсом поликлинической педиатрии Российской медицинской академии непрерывного профессионального образования.

В 2010 году в рамках цикла «Корифеи российской медицины» режиссёром Борисом Моргуновым снят документальный фильм «Доктор жизнь. Георгий Сперанский». Роль Георгия Сперанского в фильме исполняет внук ученого, профессор Алексей Овчинников, также в фильме участвует академик РАМН, директор Научного центра здоровья детей РАМН Александр Баранов.